# Manuela Battaglini
Manuela Battaglini Manrique de Lara (Arrecife, Las Palmas, 1974) es una abogada y consultora, experta en privacidad, protección de datos, ética digital, marketing digital y comunicación.

## Biografía
Nació en Arrecife (Lanzarote) en 1974, de madre española y padre italiano. Se licenció en Derecho en la Universidad de La Laguna en 1999.
Es abogada y consultora experta en ética digital, investigadora en Inteligencia Artificial y su impacto en la democracia y en la sociedad. Realiza su doctorado en la UPC en Inteligencia Artificial. Ha trabajado como abogada especializada en urbanismo y fiscal y durante más de ocho años en marketing digital. Unió sus dos grandes áreas de conocimiento hacia la ética digital.   
Ha estudiado el impacto de las decisiones algorítmicas en la sociedad desde una perspectiva ética, social y legal confeccionando una metodología para el diseño ético y confiable de las decisiones automatizadas. Escribió un paper jurídico-tecnológico, junto con su marido Steen Rasmussen, titulado “Transparency, Automated Decision-Making and Personal Profiling”, que fue la base para empezar a diseñar dicha metodología.
Es co-fundadora y CEO de Transparent Internet, una consultora con la que ha ayudado a gobiernos, administraciones públicas y organizaciones a diseñar sus sistemas de IA para que sean fiables, lo que significa que (i) funcionen según lo previsto, (ii) los riesgos que plantean se gestionen adecuadamente y (iii) los beneficios que producen estén disponibles democráticamente.
Es miembro del equipo de investigación de Globernance, Instituto de Gobernanza Democrática cuyo director es Daniel Innerarity,así como de Secuoya Group,formado por un grupo de personas abogadas expertas en protección de datos.  
Desde 2010 ha sido profesora de postgrados en universidades de renombre como la Universidad Pompeu Fabra (Barcelona), Universidad Internacional Menéndez Pelayo (Santander), Universidad de Alcalá (Madrid), Universidad del Norte (Barranquilla - Colombia) y en la Pontificia Universidad Javeriana (Bogotá - Colombia).[cita requerida]
Ha participado en tres charlas TEDx. En el 2013, TEDx Badajoz,en 2018, TEDxUdG (Universidad de Girona), y TEDxVitoriaGasteiz, en 2020. 
Debido a su actividad investigadora, fue llamada por el Gobierno español, junto con otro grupo de expertos designados por el gobierno, para ayudar a definir la Carta de Derechos Digitales, en el que lideró el grupo de trabajo de "Consideraciones Éticas". Así como Miembro de un grupo asesor independiente que fue consultado por la Secretaría de Estado de Digitalización e Inteligencia Artificial sobre Ética Digital en el piloto realizado en La Gomera para probar la aplicación RADAR COVID.Como resultado de este trabajo se publicó un artículo en Nature Communications.

## Vida personal
Está casada con el físico y profesor universitario danés Steen Rasmussen.